# Frascineto
Frascineto – miejscowość i gmina we Włoszech, w regionie Kalabria, w prowincji Cosenza.
Według danych na rok 2004 gminę zamieszkiwało 2500 osób, 89,3 os./km².